# Autostrada A2 (Polska)
Autostrada A2, Autostrada Wolności – polska autostrada częściowo płatna, przebiegająca równoleżnikowo przez centralne obszary kraju. Stanowi fragment drogi międzynarodowej E30. Kontynuuje przebieg niemieckiej autostrady A12 z kierunku Berlina na terenie Polski.
Przebiega od granicy z Niemcami w Świecku przez województwa lubuskie, wielkopolskie, łódzkie, mazowieckie i lubelskie do granicy z Białorusią w Kukurykach łącząc m.in. aglomeracje Poznania, Łodzi i Warszawy. W okolicach Strykowa pod Łodzią krzyżuje się z autostradą A1 (węzeł Łódź Północ). Od 2000 roku jest częścią drogi krajowej nr 2, wcześniej stanowiła odrębną arterię. Obecnie istnieją 454,2-kilometrowy odcinek autostrady łączący Świecko z Konotopą w okolicach Warszawy oraz 70-kilometrowy odcinek między Majdanem a Siedlcami.
4 czerwca 2014, w 25. rocznicę wyborów parlamentarnych z 1989, autostrada otrzymała nazwę „Autostrada Wolności”. Stosowną tablicę przy drodze na terenie gminy Brwinów uroczyście odsłonił prezydent Rzeczypospolitej Polskiej Bronisław Komorowski wspólnie z prezydentem Niemiec Joachimem Gauckiem.

Tablica z nazwą autostrady

W lutym 2024 roku uruchomiono odcinkowy pomiar prędkości na odcinku między węzłami Poznań Komorniki i Poznań Krzesiny. Pomiar prędkości odbywa się w obu kierunkach.

## Istniejące odcinki
Istniejącymi fragmentami autostrady są odcinki:
| Odcinek                                                          | Długość | Oddanie do użytku    | Uwagi |
| ---------------------------------------------------------------- | ------- | -------------------- | --- |
| granica państwowa PL/D – Świecko                                 | 3,9 km  | 30 września 2011     | • oznaczony jako droga krajowa 2 • planowana jest przebudowa tego odcinka, wraz z budową jezdni omijających teren dawnego przejścia granicznego od strony południowej; prace zaplanowano na lata 2026–2027                                                               |
| Świecko – Rzepin                                                 | 18,7 km | 30 września 2011     | bezpłatny |
| Rzepin – Nowy Tomyśl                                             | 84,4 km | 1 grudnia 2011       | płatny od 20 maja 2012 – 18 zł (Kategoria 1) |
| Nowy Tomyśl – Poznań Zachód                                      | 50,4 km | 27 października 2004 | płatny – 36 zł (Kategoria 1) |
| Poznań Zachód – Poznań Wschód (Południowa Obwodnica Poznania)    | 26,1 km | 13 września 2003     | • bezpłatny • trzypasmowy między węzłami Poznań Zachód i Poznań Krzesiny • trwa budowa trzeciego pasa na odcinku od węzła Poznań Krzesiny do węzła Poznań Wschód • trasa przebiega wspólnie z S5 (Poznań Wschód – Poznań Zachód) i S11 (Poznań Krzesiny – Poznań Zachód) |
| Poznań Wschód – Września                                         | 37,5 km | 27 listopada 2003    | płatny od 27 listopada 2003 – 36 zł (Kategoria 1) |
| Września – Sługocin (Golina)                                     | 34,2 km | 9 października 1985  | zmodernizowany w 2002, płatny od 20 grudnia 2002 – 36 zł (Kategoria 1) |
| Sługocin – Modła (Konin Zachód)                                  | 13,8 km | 10 listopada 1988    | zmodernizowany w 2002, bezpłatny |
| Modła (Konin Zachód) – Stryków (dawniej Stryków II)              | 103 km  | 26 lipca 2006        | od 1 lipca 2023 bezpłatny dla pojazdów o masie poniżej 3,5 tony |
| Stryków – Łódź Północ (dawniej Stryków I)                        | 1,7 km  | 22 grudnia 2008      | bezpłatny bezterminowotrzypasmowy |
| Łódź Północ                                                      | 2,5 km  | 3 czerwca 2012       | budowany fragment A2 w ramach węzła |
| Łódź Północ – Skierniewice (dawniej Nieborów)                    | 32 km   | 3 czerwca 2012       | • bezpłatny bezterminowo • rozpoczęty przetarg na budowę trzeciego pasa |
| Skierniewice – Grodzisk Mazowiecki (dawniej Tłuste)              | 41,4 km | 6 czerwca 2012       | • bezpłatny bezterminowo • rozpoczęty przetarg na budowę trzeciego pasa |
| Grodzisk Mazowiecki – Pruszków                                   | 12,6 km | 27 maja 2012         | • bezpłatny bezterminowo • rozpoczęty przetarg na budowę trzeciego pasa |
| Pruszków – Konotopa                                              | 4,8 km  | 23 maja 2012         | • bezpłatny • trzypasmowy, w planach rozbudowa do 4 pasów ruchu w każdą stronę |
| odcinki rozdzielone trasą S2                                     |         |                      | |
| Warszawa Lubelska – Choszczówka Stojecka                         | 15 km   | 14 sierpnia 2020     | bezpłatny |
| Choszczówka Stojecka – Kałuszyn                                  | 20,8 km | 29 sierpnia 2012     | bezpłatny |
| Kałuszyn – Groszki                                               | 12 km   | 29 sierpnia 2024     | • bezpłatny • fragment odcinka Mińsk Mazowiecki – Siedlce |
| Groszki – Siedlce Zachód                                         | 12,8 km | 18 grudnia 2024      | • bezpłatny • fragment odcinka Mińsk Mazowiecki – Siedlce |
| Siedlce Zachód – Siedlce Południe                                | 12,4 km | 8 sierpnia 2024      | • bezpłatny • pierwsza część obwodnicy Siedlec, pierwszy oddany odcinek A2 na wschód od Kałuszyna |
| granica województwa mazowieckiego i lubelskiego – Biała Podlaska | ?       | ?                    | gotowy odcinek oczekujący na powstanie sąsiedniego, tj. Łukowisko (S19) – granica województw |

## Węzły z drogami klas A i S
| Nazwa           | Drogi             | Miejscowość | Schemat | Typ                                        | Wiadukty | Otwarto                                                                                 |
| --------------- | ----------------- | ----------- | ------- | ------------------------------------------ | -------- | --------------------------------------------------------------------------------------- |
| Jordanowo       | S3E65             | Jordanowo   |         | podwójna trąbka                            | 6        | 2013                                                                                    |
| Poznań Zachód   | S5E261 S11        | Głuchowo    |         | podwójna trąbka                            | 6        | 4 czerwca 2012                                                                          |
| Poznań Krzesiny | 433 S11           | Poznań      |         | koniczynka                                 | 2        | 2003                                                                                    |
| Poznań Wschód   | S5E261            | Nagradowice |         | trąbka                                     | 2        | 4 czerwca 2012                                                                          |
| Emilia          | S14 91            | Emilia      |         | trąbka z rondem; planowana podwójna trąbka | 1        | 2006 / 2023                                                                             |
| Łódź Północ     | A1E75             | Stryków     |         | mieszany (koniczynka-turbina)              | 12       | 1 czerwca 2012                                                                          |
| Konotopa        | S2E30 S7E77 S8E67 | Konotopa    |         | trójkąt                                    | 4        | 2012                                                                                    |
| Lubelska        | S2E30 S17E372     | Majdan      |         | mieszany (koniczynka-turbina)              | 3        | 14 sierpnia 2020 (relacje: Siedlce → Lublin oraz Lublin → Siedlce i Patriotów → Lublin) |
| Łukowisko       | S19               | Łukowisko   | ?       | podwójna trąbka                            | 6        | ?                                                                                       |

## Opłaty
| Odcinek                               | Zarządca                                      | Ręczny pobór opłat                                                            | Ręczny pobór opłat         | Ręczny pobór opłat                    | Wyłącznie elektroniczny pobór opłat   | Wyłącznie elektroniczny pobór opłat |   |
| Odcinek                               | Zarządca                                      | Stan                                                                          | Data wprowadzenia          | Data wyłączenia                       | dla pojazdów ⩾3,5 t i autobusów       | dla wszystkich pojazdów             |   |
| ------------------------------------- | --------------------------------------------- | ----------------------------------------------------------------------------- | -------------------------- | ------------------------------------- | ------------------------------------- | ----------------------------------- | - |
| Świecko – Rzepin                      | Autostrada Wielkopolska                       | nieprzystosowany                                                              | –                          | –                                     | do decyzji koncesjonariusza           | do decyzji koncesjonariusza         |   |
| Rzepin – Nowy Tomyśl                  | Autostrada Wielkopolska                       | system zamknięty                                                              | 20 maja 2012               |                                       | do decyzji koncesjonariusza           | do decyzji koncesjonariusza         |   |
| Nowy Tomyśl – Poznań Zachód           | Autostrada Wielkopolska                       | od 23 kwietnia 2012 system zamknięty, wcześniej otwarty                       | 3 listopada 2004           |                                       | do decyzji koncesjonariusza           | do decyzji koncesjonariusza         |   |
| Poznań Zachód – Poznań Wschód         | Autostrada Wielkopolska                       | nieprzystosowany                                                              | –                          | –                                     | do decyzji koncesjonariusza           | do decyzji koncesjonariusza         |   |
| Poznań Wschód – Sługocin              | Autostrada Wielkopolska                       | od 2 stycznia 2013 system mieszany, wcześniej otwarty, planowany zamknięty    | 1 grudnia 2003             |                                       | do decyzji koncesjonariusza           | do decyzji koncesjonariusza         |   |
| Sługocin – Modła                      | Autostrada Wielkopolska                       | planowane przystosowanie do systemu zamkniętego                               |                            |                                       | do decyzji koncesjonariusza           | do decyzji koncesjonariusza         |   |
| Modła – Konin Wschód                  | Generalna Dyrekcja Dróg Krajowych i Autostrad | przystosowany do systemu zamkniętego                                          | od 1 lipca 2011            | planowany                             |                                       |                                     |   |
| Konin Wschód – Stryków                | Generalna Dyrekcja Dróg Krajowych i Autostrad | system zamknięty – wyłączony                                                  | od 1 lipca 2011            | 1 lipca 2011                          | 1 grudnia 2021                        | od 1 grudnia 2021                   |   |
| Stryków – Łódź Północ                 | Generalna Dyrekcja Dróg Krajowych i Autostrad | przystosowany do systemu zamkniętego; zlikwidowano niedokończone PPO Pruszków | od 1 lipca 2011            | nigdy nie wprowadzony                 | –                                     | planowany                           |   |
| Łódź Północ – Pruszków                | Generalna Dyrekcja Dróg Krajowych i Autostrad | przystosowany do systemu zamkniętego; zlikwidowano niedokończone PPO Pruszków | planowany                  | planowany                             | –                                     |                                     |   |
| Pruszków – Konotopa                   | Generalna Dyrekcja Dróg Krajowych i Autostrad | nieprzystosowany                                                              | planowany                  | planowany                             | –                                     | –                                   |   |
| odcinki połączone drogą ekspresową S2 |                                               |                                                                               |                            |                                       |                                       |                                     |   |
| Warszawa-Lubelska – Halinów           | Generalna Dyrekcja Dróg Krajowych i Autostrad | nieprzystosowany                                                              | –                          | –                                     | planowany                             | planowany                           |   |
| Halinów – Kałuszyn                    | Generalna Dyrekcja Dróg Krajowych i Autostrad | przystosowany do systemu zamkniętego                                          |                            |                                       | planowany                             | planowany                           |   |
| Kałuszyn – Dobryń                     | Generalna Dyrekcja Dróg Krajowych i Autostrad | przystosowany do systemu zamkniętego                                          | analiza systemu realizacji | planowany/do decyzji koncesjonariusza | planowany/do decyzji koncesjonariusza |                                     |   |
| Dobryń – Kukuryki                     | Generalna Dyrekcja Dróg Krajowych i Autostrad | nieprzystosowany                                                              | analiza systemu realizacji | planowany/do decyzji koncesjonariusza | planowany/do decyzji koncesjonariusza | –                                   | – |

1 grudnia 2021 r. na odcinku Konin Wschód – Stryków nastąpiła zmiana systemu poboru opłat na nowy model, oparty na zasadzie swobodnego ruchu, co oznacza m.in. wyłączenie miejsc poboru opłat na głównych jezdniach autostrady oraz węzłach.
1 lipca 2023 r. zniesiono pobór opłat dla pojazdów o masie poniżej 3,5 tony za przejazd między Koninem a Strykowem.
Przejazd autostradą między Świeckiem a Warszawą zgodnie z obowiązującym taryfikatorem GDDKiA oraz Autostrady Wielkopolskiej kosztuje 126 zł dla pojazdów kategorii 1 (samochodowych o dwóch osiach).
Wobec faktu, że umowa koncesyjna wygasa w marcu 2037 i odcinek Świecko – Nowy Tomyśl – Konin przejdzie w zarząd Generalnej Dyrekcji, Ministerstwo Infrastruktury w lutym 2024 oświadczyło, iż nie przewiduje zawierania kolejnej umowy na eksploatację tego odcinka autostrady oraz nie zakłada odpłatności za przejazd pojazdów osobowych i motocykli tym odcinkiem.
Od 15 stycznia 2025 roku na odcinku między Poznaniem a Koninem dostępny jest videotolling jako dodatkowy sposób opłaty za przejazd. Operator autostrady – Autostrada Wielkopolska – nie wyklucza uruchomienia videotollingu również na odcinku ze Świecka do Nowego Tomyśla, jednak jest to zależne od wyniku rozmów z Ministerstwem Infrastruktury.

## Historia budowy

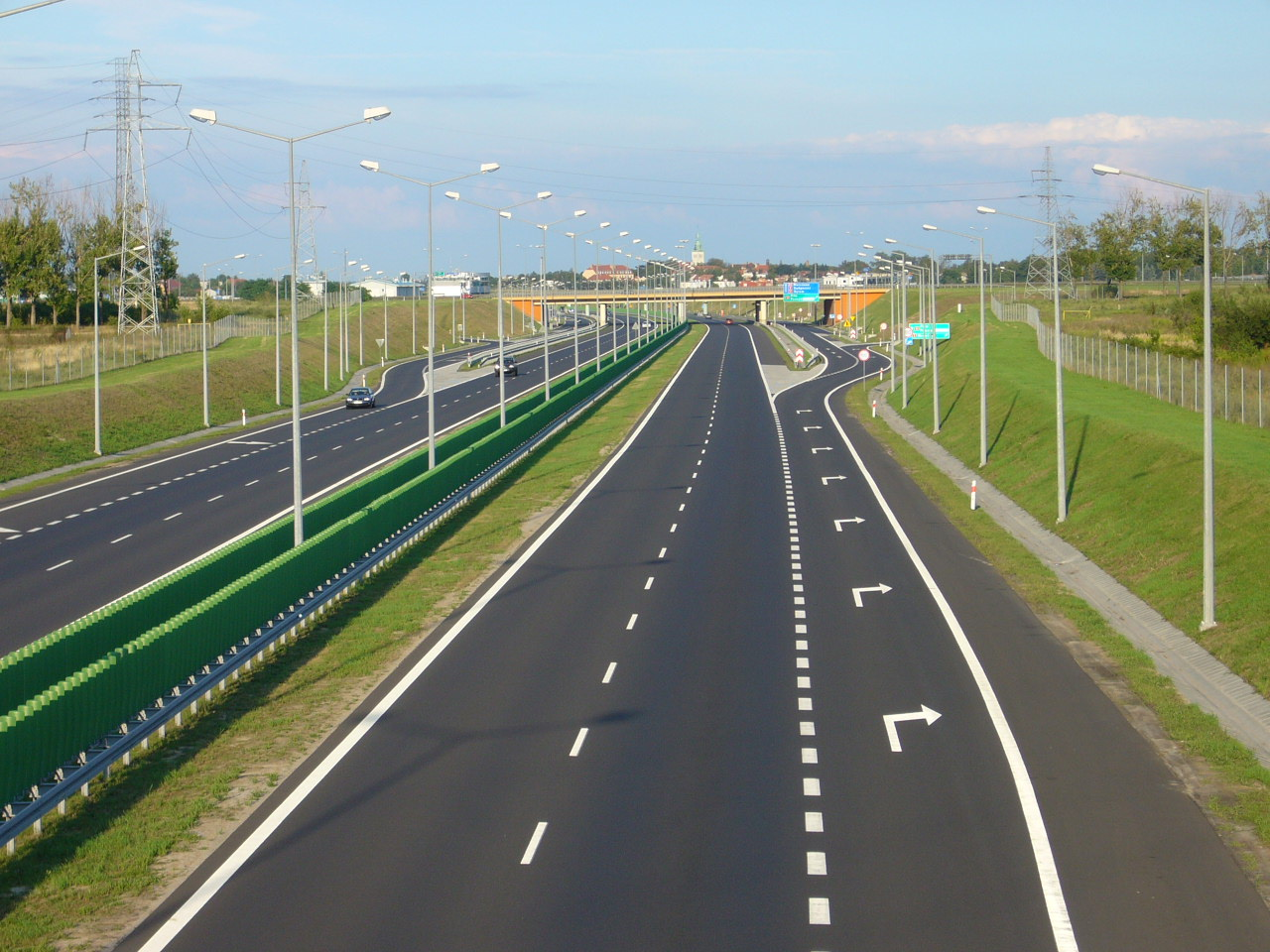
Węzeł Poznań Komorniki (do 2012 r. Komorniki), przed rozbudową autostrady w 2019 roku

Już w latach trzydziestych XX wieku Niemcy w swoich planach budowy sieci autostrad umieścili połączenie Berlin–Poznań. Nosiło ono nazwę Reichsautobahn (RAB) 8. Pierwszy odcinek tej trasy, od autostradowej obwodnicy Berlina (wówczas RAB 7a, obecnie Berliner Ring, czyli A10) do Frankfurtu nad Odrą, został otwarty w 1937 (dziś jest to niemiecka autostrada A12). Po włączeniu Poznania do Rzeszy w 1939 podjęto intensywne prace nad budową odcinka do tego miasta. Wykonano wiele robót ziemnych, aż do rozpoczęcia budowy przez AWSA łatwo widocznych na zdjęciach satelitarnych i mapach topograficznych. Budowa autostrady ustała około 1942, gdyż gospodarka niemiecka skupiła cały swój wysiłek na produkcji wojennej.

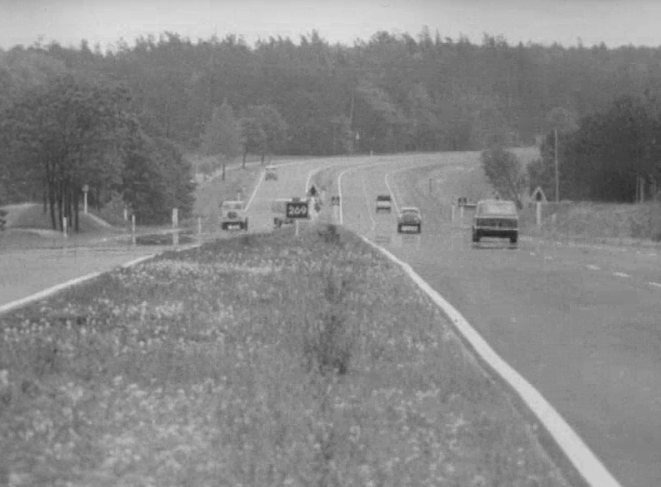
E8 w okolicach Wrześni (1974)

W czasach PRL powstał pomysł budowy autostrady Berlin – Moskwa, tzw. Olimpijki, częściowo z okazji Olimpiady w Moskwie w 1980. Do istniejącego już dwujezdniowego odcinka trasy E8 między Poznaniem a Wrześnią dodano w latach 80. XX wieku następny od Wrześni do Konina. Z powodu kryzysu gospodarczego dalsze prace przerwano. Odcinek Września – Sługocin (Golina) wybudowano w latach 1977–1985, otwarto 9 października 1985. Odcinek Sługocin (Golina) – Modła (Konin) wybudowano w latach 1986–1988, otwarto 10 listopada 1988 (odcinek otwarty z jedną jezdnią na dystansie 6 km między Osieczą i Modłą; druga dobudowana w 1989).
W latach 90. istniały dwa warianty budowy autostrady od Strykowa przez Warszawę do Siedlec:
- wariant I – odcinek obecnie istniejący (Stryków – Konotopa, Warszawa – Mińsk Mazowiecki) oraz w realizacji (Mińsk Mazowiecki – Siedlce)
- wariant II – autostrada miała omijać Skierniewice od południa, przeciąć drogę krajową nr 8 w miejscowości Kowiesy, drogę krajową nr 717 (obecnie nr 50) w Karolewie, drogę nr 7 w Rembertowie, przekroczyć Wisłę na południe od Góry Kalwarii, skrzyżować się z drogą nr 17 w okolicach Pilawy i odbić w kierunku północno-wschodnim do Grabianowa, gdzie łączyłaby się z drogą krajową nr 2[33][34][35].

Intensywna budowa autostrady ruszyła dopiero w 2001 roku, uruchamianie jej części przebiegało w następującej kolejności:
| Data                  | Data                  | Odcinek                                                                       | Długość  | Uwagi |
| --------------------- | --------------------- | ----------------------------------------------------------------------------- | -------- | --- |
| 20 grudnia 2002       | 20 grudnia 2002       | Modła – Września                                                              | 47,7 km  | • odcinek po modernizacji • odcinek płatny |
| 2003                  | 12 września           | Poznań Komorniki (ówcześnie Komorniki) – Poznań Krzesiny (ówcześnie Krzesiny) | 13,3 km  | Południowa Obwodnica Poznania |
| 2003                  | 27 listopada          | Września – Poznań Krzesiny                                                    | 37,5 km  | płatna na odcinku Września – Poznań Wschód |
| 27 października 2004  | 27 października 2004  | Nowy Tomyśl – Poznań Komorniki                                                | 50,4 km  | • Pobór opłat od 3 listopada 2004 • odcinek Poznań Zachód – Poznań Komorniki bezpłatny |
| 26 lipca 2006         | 26 lipca 2006         | Modła – Stryków                                                               | 103 km   | • budowany od 28 lipca 2004 ze środków pozyskanych przez GDDKiA (w 82% Fundusz Spójności Unii Europejskiej); miał być gotowy w listopadzie 2005, jednak został otwarty z 8-miesięcznym opóźnieniem i w chwili otwarcia był najdłuższym otwartym odcinkiem autostrady w historii budownictwa drogowego w Polsce • od 1 lipca 2023 r. odcinek płatny wyłącznie dla pojazdów o masie powyżej 3,5 t |
| 22 grudnia 2008       | 22 grudnia 2008       | Stryków – Łódź Północ                                                         | 1,7 km   | • obwodnica Strykowa • odc. zbudowany wraz ze zjazdem na jedną jezdnię autostrady A1 (3 km) |
| 1 grudnia 2011        | 1 grudnia 2011        | Świecko – Nowy Tomyśl                                                         | 105,9 km | odcinek płatny Rzepin – Nowy Tomyśl |
| 2012                  | 23 maja               | Pruszków – Konotopa                                                           | 4,8 km   | część odcinka E |
| 2012                  | 27 maja               | Grodzisk Mazowiecki – Pruszków                                                | 12 km    | część odcinka D wraz z pozostałą częścią odcinka E |
| 2012                  | 3 czerwca             | Łódź Północ – Skierniewice                                                    | 33 km    | odcinek A wraz z częścią odcinka B |
| 2012                  | 6 czerwca             | Skierniewice – Grodzisk Mazowiecki                                            | 46 km    | odcinek C wraz z pozostałymi częściami odc. B i D |
| 2012                  | 29 sierpnia           | Choszczówka Stojecka – Kałuszyn                                               | 20,8 km  | autostradowa obwodnica Mińska Mazowieckiego |
| 14 sierpnia 2020(dts) | 14 sierpnia 2020(dts) | Lubelska – Choszczówka Stojecka                                               | 15 km    | |

### Świecko – Nowy Tomyśl

Węzeł Buk przed przebudową w 2012

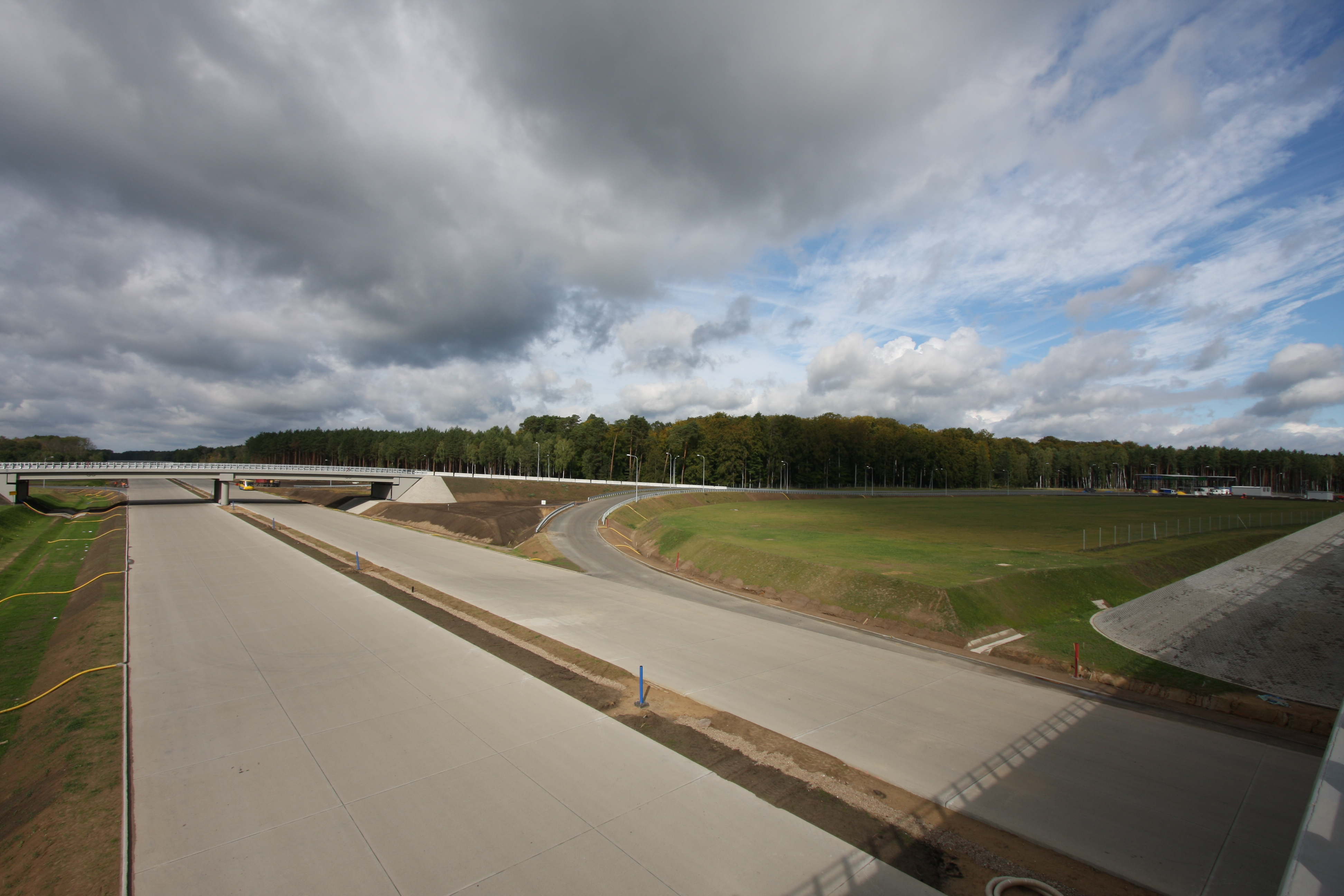
Węzeł Trzciel – podczas budowy w 2011

Decyzję lokalizacyjną dla tego odcinka wydano w 1996 roku. Autostrada Wielkopolska S.A., w początkowych deklaracjach z 1997 roku zapowiadała uruchomienie całego odcinka koncesyjnego (wówczas Świecko – Stryków, ok. 360 km) do roku 2001. Według kolejnych deklaracji zamierzano rozpocząć budowę zachodniego, 104,5-kilometrowego odcinka Świecko – Nowy Tomyśl w marcu 2005 z planowanym terminem oddania do użytku w 2008. Pod koniec sierpnia 2006, nastąpił zwrot w rozmowach pomiędzy koncesjonariuszem, GDDKiA a wojewodą lubuskim w sprawie budowy zachodniego odcinka A2. Ustalono, że AW SA wystąpi o wydanie tzw. punktowych zmian (związanych ze zmianami w projekcie autostrady) w nieważnej już decyzji lokalizacyjnej, zamiast ponownego występowania o nową decyzję (za czym opowiadał się dotychczas wojewoda). Firma miała uzyskać takie decyzje, opracować raport o oddziaływaniu projektowanej autostrady na środowisko (wymagany nowymi przepisami budowlanymi) oraz pozyskać źródła finansowania inwestycji do końca 2006, wówczas było prawdopodobne, że budowa tego odcinka ruszy w 2007 z terminem oddania do ruchu w 2009 roku. To mogło oznaczać, że wszystkie prace się odbędą w terminie wyznaczonym w komunikacie Ministerstwa Transportu z posiedzenia Rady ds. Autostrad w dniu 12 lipca 2006, w którym minister zakładał, że autostrada A2 na odcinku Świecko – Stryków zostałaby uruchomiona do 2010 roku.
Zgodnie z umową podpisaną 29 sierpnia 2008 roku rozpoczęcie budowy odcinka od Świecka do Nowego Tomyśla o długości 105,9 km zaplanowano na wiosnę 2009 roku, a zakończenie w 2012 roku. Uroczyste wmurowanie aktu erekcyjnego pod budowę zachodniego odcinka miało miejsce 16 lipca 2009. W ramach zadania wybudowano 87 mostów i wiaduktów. Powstały 4 nowe węzły: Rzepin, Torzym, Jordanowo, Trzciel, a istniejące zostały przebudowane. Nawierzchnię autostrady wykonano z betonu. Odcinek został oddany do użytku 1 grudnia 2011, prawie pół roku przed terminem.
Na niektórych mapach samochodowych zawierających planowane autostrady przebieg A2 przedstawiano jako pokrywający się z drogą krajową nr 2 na odcinku od granicy polsko-niemieckiej do Torzymia.

### Łódź Północ – Konotopa (Warszawa)

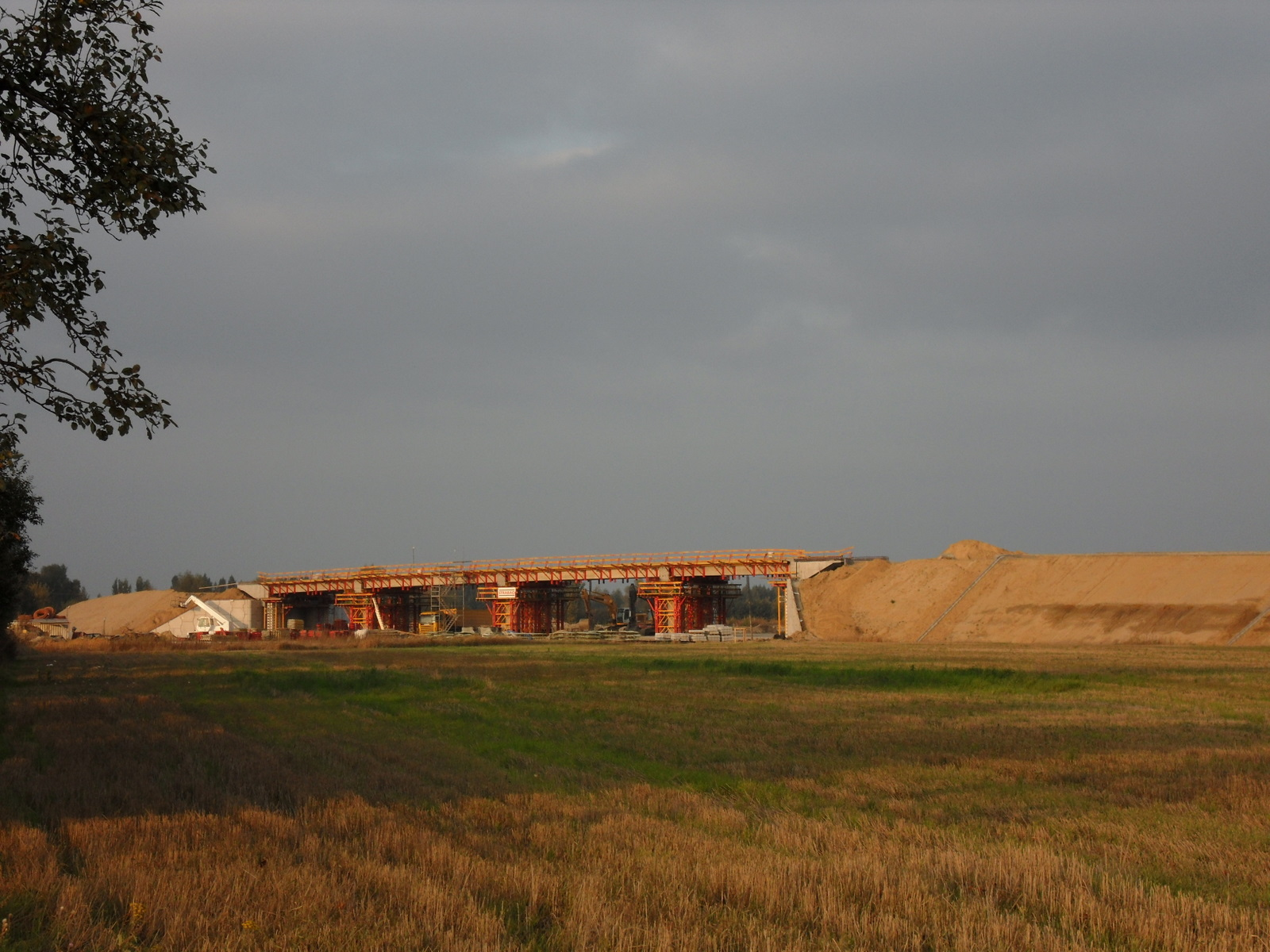
Budowa A2 koło Koszajca w powiecie pruszkowskim (październik 2011)

Pierwotne plany GDDKiA zakładały rozpoczęcie budowy autostrady w kierunku Warszawy na przełom 2006/2007 roku. Zgodnie z tymi planami cały odcinek od granicy z Niemcami do Warszawy miał być gotowy do końca 2008.
26 lipca 2006 minister transportu Jerzy Polaczek na konferencji prasowej zapowiedział na koniec roku 2006 zakończenie procedury wyłaniania koncesjonariusza na budowę odcinka Stryków – Konotopa (94 km), rozpoczęcie budowy na przełom III/IV kwartału 2007 i jej zakończenie najpóźniej do końca 2010 roku.
Następnie GDDKiA planowała wybudowanie tego odcinka A2 w programie partnerstwa publiczno-prywatnego (tj. niekoncesyjnego). Państwo miało wnieść do spółek grunt, a prywatne firmy – partnerzy inwestycji (wyłonieni do listopada 2006) – pieniądze na inwestycję, którą również mieli realizować. W ocenie ekspertów, prace przy budowie tego odcinka nie miały zacząć się wcześniej niż wiosną 2009, i zakończyć się w 2011 roku.
W listopadzie 2008 Wicewojewoda Mazowiecki Dariusz Piątek wydał decyzję środowiskową dla zadania związanego z budową autostrady A2 na odcinku od granicy województwa mazowieckiego do węzła Konotopa pod Warszawą (wraz z węzłem).
W lutym 2009 roku GDDKiA poinformowała, że warunki finansowe proponowane przez dwa walczące o kontrakt konsorcja (Autostrada Południe S.A. i Autostrada Mazowsze S.A.) nie zabezpieczały interesu publicznego. W efekcie minister infrastruktury zrezygnował z realizacji tej inwestycji w trybie partnerstwa publiczno-prywatnego. Oznaczało to powrót do koncepcji budowy tego odcinka przez państwo. Przetargi na budowę autostrady A2 z Łodzi do Warszawy oraz na nadzór nad budową zostały ogłoszone 27 marca, po zakończeniu negocjacji na budowę tej trasy w systemie partnerstwa publiczno-prywatnego. Umowy z wybranymi konsorcjami podpisano 28 września 2009. Firmy otrzymały na wykonanie projektu i budowę 32 miesiące. Zaplanowano możliwość przejazdu tym odcinkiem na Euro 2012.
Symboliczne rozpoczęcie budowy tego odcinka odbyło się 14 lipca 2010. Realizacja 90-kilometrowego przedsięwzięcia została podzielona na pięć odcinków – dwa w woj. łódzkim i trzy w woj. mazowieckim:
- odcinek A – 29,2 km z węzłem Łowicz (dawniej Łyszkowice), konsorcjum firm z liderem China Overseas Engineering Group, pozwolenie na budowę wydane 21 sierpnia 2010, 13 czerwca 2011 GDDKiA zerwała umowę z wykonawcą z winy wykonawcy, a decyzja o zerwaniu umowy uprawomocniła się 27 czerwca 2011[44], 28 lipca 2011 została podpisana umowa na dokończenie budowy z konsorcjum Eurovia/Warbud za 989 mln zł[45].

3 czerwca 2012 odcinek został oddany do użytku jako przejezdny. To oznacza że na odcinku prędkość została ograniczona do 70 km/h, a do 5 września 2012 ruch był możliwy jedynie dla samochodów osobowych poniżej 3,5 tony i autokarów. Wynikało to z tego, że ruch na tym odcinku był prowadzony po warstwie wiążącej.
Po zakończeniu Euro 2012 rozpoczęto kładzenie warstwy ścieralnej, przenosząc ruch z obu kierunków na jedną jezdnię. Jezdnia północna została oddana do ruchu 5 września, jezdnia południowa 15 października 2012.
- odcinek B – 17,0 km z węzłem Skierniewice (dawniej Nieborów), konsorcjum Mostostal Warszawa/Acciona Infraestructuras/Polimex-Mostostal, pozwolenie na budowę z 21 sierpnia 2010. 3 czerwca 2012 oddano do użytku ok. 3,8 km odcinek na zachód od węzła Skierniewice razem z odcinkiem A.
- odcinek C – 20,0 km na terenach gmin Wiskitki (pow. żyrardowski) oraz Baranów i Jaktorów (pow. grodziski) z węzłem Wiskitki (Żyrardów), konsorcjum firm z liderem China Overseas Engineering Group, pozwolenie na budowę z 14 października 2010, 13 czerwca 2011 GDDKiA zerwała umowę z wykonawcą z winy wykonawcy[44], decyzja o zerwaniu umowy uprawomocniła się 27 czerwca 2011[44], 1 sierpnia 2011 została podpisana umowa na dokończenie budowy z konsorcjum DSS (Dolnośląskie Surowce Skalne)/Bögl a Krýsl za 756,05 mln zł[48]. Ze względu na kłopoty z płynnością finansową w marcu 2012 przekazała kontrakt firmie Bögl a Krýs, sobie pozostawiając tylko rolę dostawcy kruszyw[49].

6 czerwca 2012 oddano do użytku jako przejezdny odcinek C wraz z fragmentami sąsiednich odcinków B i D do węzłów Grodzisk Mazowiecki i Skierniewice. Do października 2012 trwały prace wykończeniowe oraz na węźle Wiskitki.
- odcinek D – 17,6 km na terenie gmin Grodzisk Mazowiecki i Milanówek (pow. grodziski) oraz miasta i gminy Brwinów (pow. pruszkowski) z węzłem Grodzisk Mazowiecki (d. Tłuste), konsorcjum Strabag/Mota-Engil, pozwolenie na budowę z 12 sierpnia 2010. Pozwolenie na użytkowanie wydano 25 maja 2012[50].

27 maja 2012 oddano do użytku ok. 10 km odcinek na wschód od węzła Grodzisk Maz. razem z 2 km fragmentem odcinka E na zachód od węzła Pruszków. Fragment drogi na zachód od węzła Grodzisk Maz. został otwarty razem z odcinkiem C.
- odcinek E – 7,1 km na terenach Pruszkowa i Piastowa (pow. pruszkowski) oraz gminy Ożarów Mazowiecki (pow. warszawski zachodni) z węzłami Pruszków i Konotopa, konsorcjum Budimex-Dromex/Ferrovial Agroman, pozwolenie na budowę z 5 października 2010, pozwolenie na użytkowanie wydano 21 maja 2012[51].

Odcinek został oddany do użytku 23 maja 2012. Tego dnia otwarto dla ruchu 4,8 km fragment. Razem z nim oddano do użytku 2 km odcinek S8 (Konotopa – Warszawa Zachodnia). Fragment drogi na zachód od węzła Pruszków został otwarty razem z odcinkiem D. W czerwcu 2019 zlikwidowano bramki poboru opłat na autostradzie w rejonie Pruszkowa, miały służyć jako infrastruktura do przyszłego poboru opłat, ale nigdy nie zostały uruchomione.

### Obwodnica Mińska Mazowieckiego
Oficjalne rozpoczęcie budowy nastąpiło 24 sierpnia 2009 roku chociaż do tego czasu wykonano już pierwsze roboty ziemne oraz wycinkę drzew.
Koszt budowy: 567 400 000 PLN Wartość całkowita projektu wyniosła 761 657 930,62 PLN i została dofinansowana przez UE ze środków Funduszu Spójności w wysokości 450 307 843,41 PLN.
Wykonawcą robót było konsorcjum: Przedsiębiorstwo Budowy Dróg i Mostów Sp. z o.o. Mińsk Mazowiecki (lider) / ASTALDI Sp.A. Włochy / Przedsiębiorstwo Robót Drogowych „Regionalne Drogi Podlaskie” Sp. z o.o. Siedlce / Przedsiębiorstwo Budownictwa Lądowego „MAZOWIECKIE MOSTY” Sp. z o.o. / Warszawskie Przedsiębiorstwo Mostowe „MOSTY” S.A.
Obwodnica Mińska Mazowieckiego ma dwa pasy ruchu o szerokości 3,75 m w każdym kierunku. W ramach budowy wykonano trzy węzły drogowe: Arynów, Lotnisko i Ryczołek.
Inwestycja wymagała budowy:
- 5 wiaduktów w ciągu obwodnicy,
- 9 wiaduktów w ciągu dróg gminnych i powiatowych,
- 2 przejazdów gospodarczych w ciągu dróg gminnych,
- 1 mostu na rzece Mieni,
- 1 kładki dla pieszych zlokalizowanej pomiędzy MOP-em typów II i III,
- 1 przejścia gospodarczego dla zwierząt hodowlanych[56].

29 sierpnia 2012 oficjalnie została oddana do użytku.

### Południowa obwodnica Warszawy (S2)
Z powodu oporu mieszkańców niektórych dzielnic Warszawy pomysł zbudowania autostrady A2 przez miasto został zarzucony. 8 listopada 2004 władze stolicy uzgodniły z ministrem infrastruktury powstanie dwóch odnóg arterii A2, tworzących tzw. ekspresową obwodnicę Warszawy.
Południowa obwodnica Warszawy (POW) w ciągu S2 biegnie od węzła Konotopa na zachodnich przedmieściach miasta, przez dzielnicę Włochy oraz południową stronę lotniska Okęcie do ulicy Puławskiej. Dalszy ciąg S2 to Warszawa Przyczółkowa przez Wilanów, nowym mostem przez Wisłę i leśnymi terenami Wawra, do węzła Lubelska z drogą S17. Od północno-zachodniej strony miasta istnieje obecnie także fragment obwodnicy (al. Obrońców Grodna), będący częścią S8.

### Warszawa (węzełLubelska)– Zachodnia obwodnica Mińska Mazowieckiego
20 grudnia 2011 została wydana decyzja środowiskowa ustalająca budowę autostrady według wariantu 4 od km 489 (Warszawa Lubelska (S17)) do km 504 km (Choszczówka Stojecka, początek obwodnicy Mińska Maz.) z węzłem Halinów (droga nr 2),
Odcinek ma łączną długość 14,6 km. Inwestycja została podzielona na 2 zadania:
- Zadanie A: „Projekt i budowa autostrady A2 Warszawa – Kukuryki na odcinku węzeł „Lubelska” (na granicy Majdana i Wiązowny) – początek obwodnicy Mińska Mazowieckiego” odcinek I od węzła „Lubelska” (bez węzła) do węzła „Halinów” (z węzłem) o długości około 5,6 km”.
- Zadanie B: „Projekt i budowa autostrady A2 Warszawa – Kukuryki na odcinku węzeł „Lubelska” – początek obwodnicy Mińska Mazowieckiego” odcinek II od węzła „Halinów” (bez węzła) do początku obwodnicy Mińska Mazowieckiego o długości około 9 km”.

25 lipca 2017 nastąpiło podpisanie umowy na oba zadania z firmą Polaqua. Pierwszy z fragmentów ma długość 5,58 km i kosztował 200,2 mln zł. Wykonawca miał 29 miesięcy na jego realizację. Zakończenie prac planowane było na przełom czerwca i lipca 2020 roku.
Odcinek na wschód od węzła Halinów liczy 9,19 km. Polaqua miała wykonać go za 302,3 mln zł i zrobić to w ciągu 29 miesięcy, co oznaczało, że trasa miała być gotowa w czerwcu 2020 roku.
Wykonawca zadeklarował, że projekt autostrady A2 zostanie wykonany w ciągu 5 miesięcy, natomiast pozostały okres realizacji to faza budowy, do której nie będą wliczane okresy zimowe. Autostrada A2 na tym odcinku będzie miała dwie jezdnie po dwa pasy ruchu z rezerwą pod trzeci pas.
14 sierpnia 2020 roku odcinek udostępniono dla ruchu.

### Siedlce Zachód - Siedlce Południe

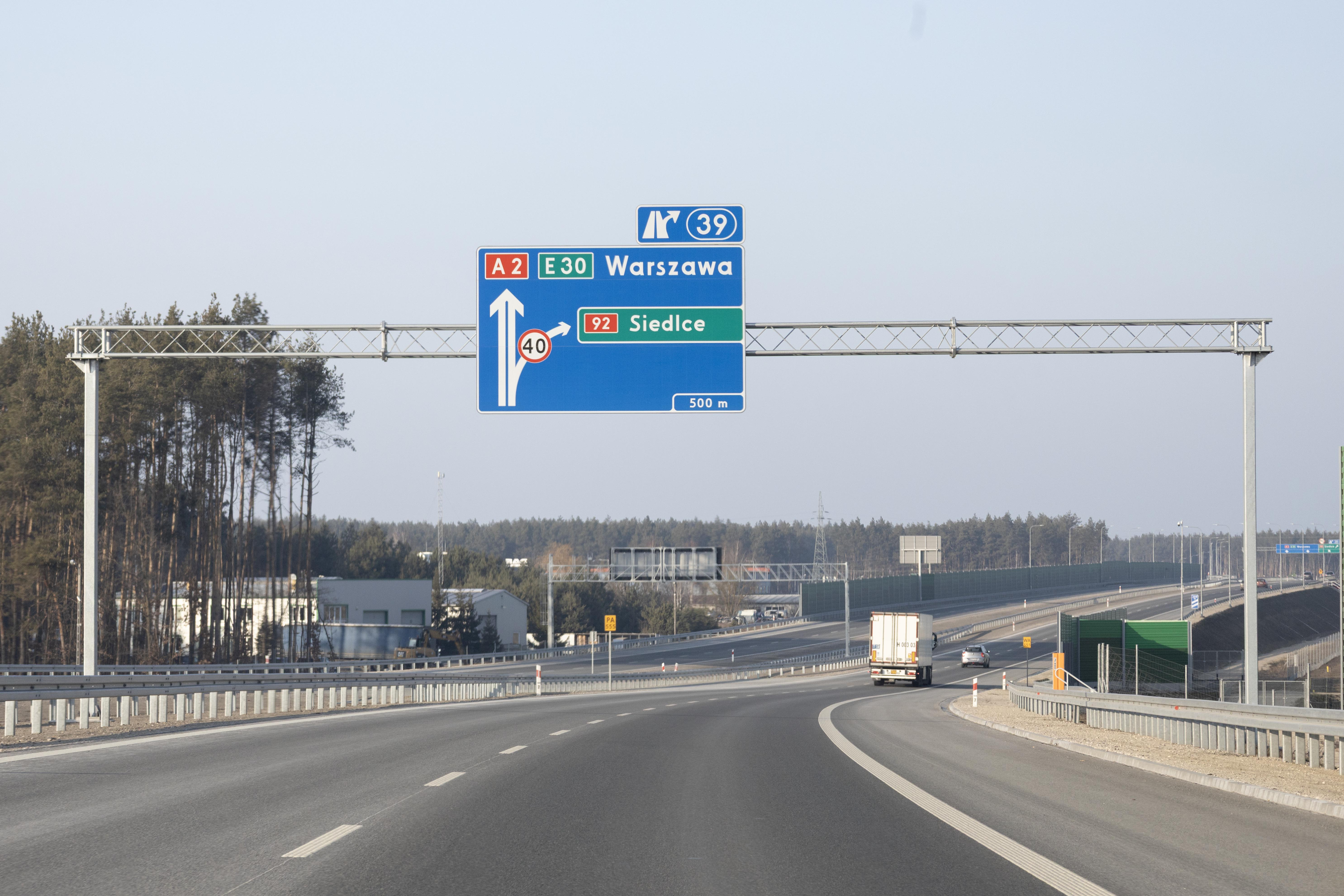
Odcinek A2 Siedlce Zachód - Siedlce Południe (2025)

Długość: 12,5 km. Przetarg ogłoszono 10 października 2019 r. Termin składania ofert został wyznaczony na 10 stycznia 2020 r. Do realizacji odcinka wybrano ofertę firmy Polaqua. Umowę podpisano 7 kwietnia 2020 roku. Odcinek oddano do ruchu 8 sierpnia 2024.

### węzełKałuszyn(Ryczołek, koniec istniejącej obwodnicy Mińska Mazowieckiego) – węzełGroszki(gm.Kałuszyn)
Długość: 12 km. Przetarg ogłoszono 18 września 2019 r. Termin składania ofert został wyznaczony na 19 listopada 2019 r., umowę z firmą Intercor podpisano 5 marca 2020 roku. Odcinek oddany do użytkowania 29 sierpnia 2024.

### węzełGroszki(gm.Kałuszyn) – węzeł Siedlce Zachód:Gręzów(gm.Kotuń)
Wschodni odcinek autostrady A2 pomiędzy Warszawą a granicą państwa z Białorusią to odcinek pomiędzy węzłami Warszawa-Lubelska – Kukuryki (173 km długości obecnych dróg krajowych nr 2 i 68). Ukończenie całego odcinka Warszawa – Siedlce planowano na 2013 rok, a rozpoczęcie budowy autostrady z Siedlec do granicy z Białorusią na rok 2015. Rozważana była m.in. budowa tego odcinka z prywatnych pieniędzy, tj. poprzez koncesjonariusza. W 2010 terminy te zostały wydłużone odpowiednio do 2015 dla odcinka Warszawa – Siedlce i do 2020 dla odcinka Siedlce – Kukuryki,
Pod koniec 2013 roku GDDKiA rozpisała przetarg na wykonanie projektu odcinka od km 489 do 504. Opracowaniem dokumentacji projektowej dla odcinka między przyszłym węzłem Lubelska a istniejącą obwodnicą Mińska Mazowieckiego zajęła się firma Mosty Katowice.
4 stycznia 2018 roku została podpisana umowa na wykonanie koncepcji programowej dla budowy odcinka autostrady od węzła Ryczołek (koniec obw. Mińska Mazowieckiego) do początku obwodnicy Siedlec. Za kwotę ok. 6,5 mln zł wykonawcą została firma Multiconsult Polska Sp. z o.o. Czas realizacji wynosił 14 miesięcy, czyli do lutego 2019 roku.
Przetarg ogłoszono 24 września 2019 r. Wykonawcą została firma STECOL Corporation. Umowę podpisano 28 stycznia 2021 r. Odcinek oddano do ruchu 18 grudnia 2024 roku .

## Odcinki w trakcie budowy

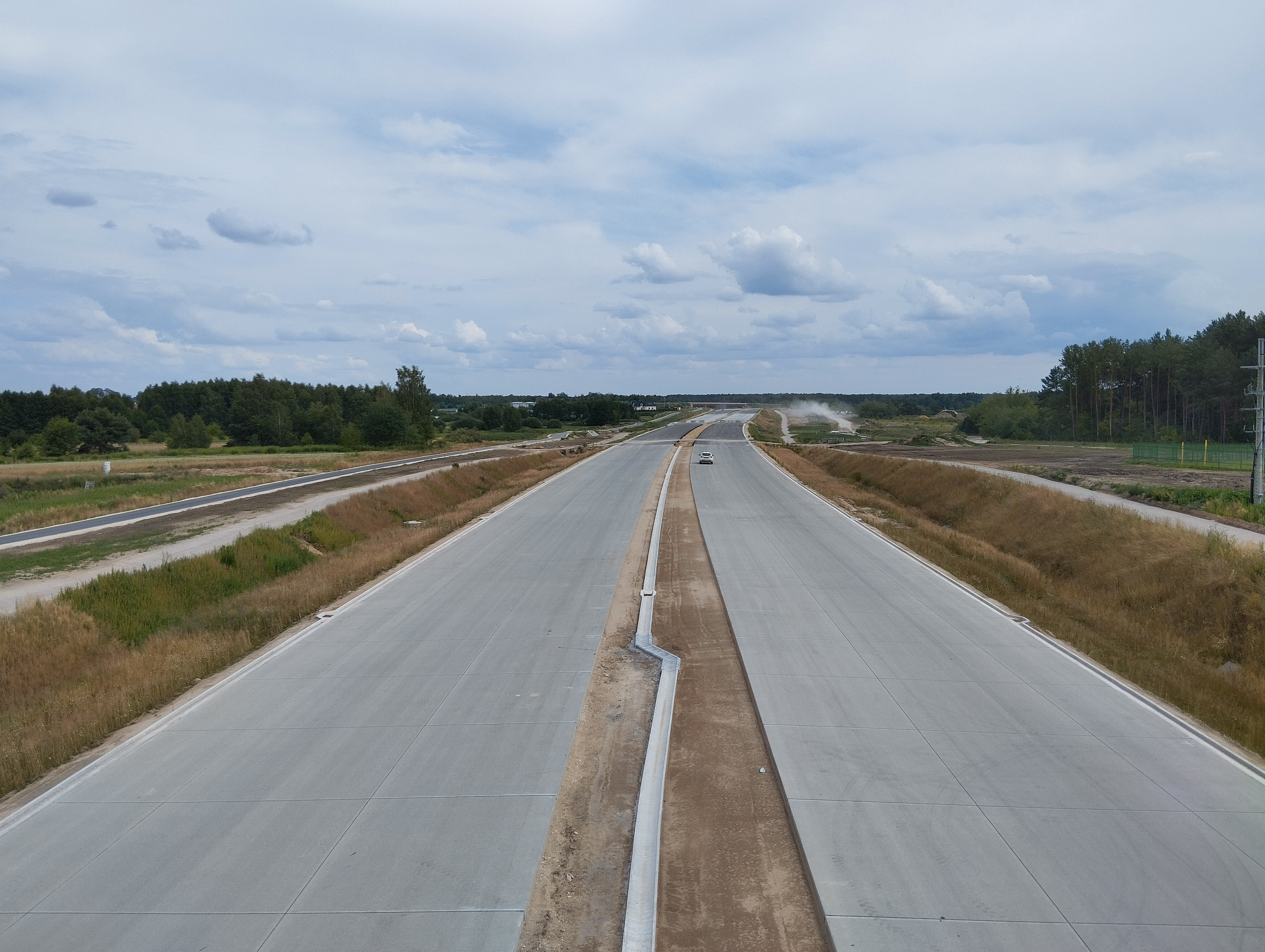
Budowa autostrady A2 (Siedlce Południe - Malinowiec) koło Grabianowa (Lipiec 2025)

### Siedlce Południe– Malinowiec (gm.Mordy)
Długość: 19 km. Przetarg ogłoszono 29 października 2020 r. Jest to jeden z czterech etapów odcinka Siedlce – Biała Podlaska. Zadaniem wykonawcy jest przygotowanie projektu budowlanego, uzyskanie niezbędnych decyzji, a następnie budowa prawie 19 km autostrady A2 o przekroju dwujezdniowym z dwoma pasami ruchu i rezerwą pod budowę w przyszłości trzeciego pasa ruchu. Wybudowany zostanie węzeł Siedlce Południe (Borki). Ponadto powstaną drogi równoległe do obsługi przyległego terenu, urządzenia ochrony środowiska i bezpieczeństwa ruchu drogowego. Umowę podpisano 14 kwietnia 2021 r.

### Malinowiec (gm. Mordy) – węzełŁukowisko
Długość: 18 km. Przetarg ogłoszono 19 listopada 2020 r. Zadaniem wykonawcy będzie przygotowanie projektu budowlanego, uzyskanie niezbędnych decyzji, a następnie budowa około 18 km autostrady A2 o przekroju dwujezdniowym z dwoma pasami ruchu i rezerwą pod budowę w przyszłości trzeciego pasa ruchu. Wybudowany zostanie również węzeł drogowy Łukowisko. Ponadto powstaną drogi równoległe do obsługi przyległego terenu, urządzenia ochrony środowiska i bezpieczeństwa ruchu drogowego. Umowę na projekt i budowę odcinka podpisano 1 kwietnia 2021. Zakończenie prac przewiduje się w drugiej połowie 2025 r.

### węzełŁukowisko– Swory
Długość: 12,5 km. Przetarg na zaprojektowanie i budowę ogłoszono 5 listopada 2020 r. – dotyczy on fragmentu A2 pomiędzy węzłem Łukowisko a rejonem miejscowości Swory (km 610+722). Zadaniem wykonawcy będzie przygotowanie projektu budowlanego, uzyskanie niezbędnych decyzji, a następnie budowa około 12,5 km autostrady A2 o przekroju dwujezdniowym z dwoma pasami ruchu i rezerwą pod budowę w przyszłości trzeciego pasa ruchu. Ponadto powstaną drogi równoległe do obsługi przyległego terenu, urządzenia ochrony środowiska i bezpieczeństwa ruchu drogowego. Umowę podpisano 14 kwietnia 2021 r.

### Swory – Biała Podlaska
Długość: 14 km. Przetarg ogłoszono 19 listopada 2020 r. Zadaniem wykonawcy będzie przygotowanie projektu budowlanego, uzyskanie niezbędnych decyzji, a następnie budowa około 18 km autostrady A2 o przekroju dwujezdniowym z dwoma pasami ruchu i rezerwą pod budowę w przyszłości trzeciego pasa ruchu. Wybudowany zostanie również węzeł drogowy Łukowisko. Ponadto powstaną drogi równoległe do obsługi przyległego terenu, urządzenia ochrony środowiska i bezpieczeństwa ruchu drogowego. Umowę na projekt i budowę odcinka podpisano 1 kwietnia 2021 r. Zakończenie prac przewiduje się w drugiej połowie 2025 r.

## Odcinki na etapie projektu budowlanego

### Biała Podlaska – Kukuryki
20 grudnia 2011 została wydana decyzja środowiskowa ustalająca budowę autostrady według wariantu 4 od km 524 (Kałuszyn-Ryczołek) do km 657 (Kukuryki – granica państwa). Odcinek przebiegnie południową obwodnicą Siedlec z węzłami Swoboda i Borki (DK2), a dalej na północ od Międzyrzeca Podl. (w. Łukowisko, S19), Białej Podlaskiej (w. Cicibór) i Terespola (w. Dobryń).
Według stanu na dzień 19 listopada 2020, na etapie wykonania koncepcji był odcinek Biała Podlaska w. Cicibór – Kukuryki (granica państwa) o długości ok. 32 km. Przebieg od w. Cicibór (bez węzła) w gminie Biała Podlaska przy rzece Klukówka do granicy państwa w przejściu granicznym w Kukurykach. Planowana jest realizacja węzła drogowego Dobryń. W trakcie realizacji była koncepcja programowa, wykonawca Multiconsult (termin zakończenia umowy – marzec 2020 r.), realizacja P&B planowana na lata 2023–2025, łączny koszt realizacji ok. 1,5 mld zł. W kwietniu 2021 r. wybrano konsorcjum firm Multiconsult i Value Engineering do realizacji projektu budowlanego odcinka A2 od Białej Podlaskiej do granicy państwa. W lipcu 2021 postępowanie było na etapie odwołań w KIO. W sierpniu 2021 dokonano ponownego wyboru wykonawcy – Mosty Gdańsk. Po zapewnieniu finansowania GDDKiA wybierze wykonawców autostrady.
W grudniu 2024 roku GDDKiA przekazała do Dziennika Urzędowego Unii Europejskiej ogłoszenie o przetargu na projekt techniczny i wykonawczy oraz budowę autostrady między miejscowościami Kijowiec a Dobryń (i węzła z drogą krajową nr 68) w ramach odcinka z Białej Podlaskiej do granicy w Kukurykach. Równocześnie jakiekolwiek prace dotyczące przygranicznego fragmentu z Dobrynia do Kukuryk zależne są od unormowania sytuacji geopolitycznej z Białorusią.

## Poszerzenie odcinków
W 2018 rozpoczęły się przygotowania do poszerzenia autostrady o dodatkowy pas ruchu na odcinku między węzłami Łódź Północ i Konotopa, a więc poszerzenie obydwu jezdni do trzech pasów na odcinku Łódź – Pruszków i czterech na odcinku Pruszków – Warszawa. Realizacja inwestycji ma potrwać do 2024 roku i kosztować ok. 600 mln złotych. Na przełomie lipca i sierpnia uzyskano decyzje środowiskowe ws. poszerzenia odcinka między Łodzią i Warszawą. W międzyczasie, w połowie 2019 roku, przeprowadzono likwidację nieuruchomionych nigdy miejsc poboru opłat w pobliżu Pruszkowa. W czerwcu 2022 zapowiedziano ogłoszenie przetargów na projekt do końca roku.
Oprócz tego 18 marca 2019 roku rozpoczęto poszerzanie autostrady pod Poznaniem – ma ona mieć po trzy pasy w obydwu kierunkach do końca 2019 roku. Prace nad poszerzaniem jezdni zakończono w grudniu 2019 roku, 20 grudnia oddano do użytku nowe pasy ruchu.

## Pozostałości budowy wcześniejszej infrastruktury na trasie A2

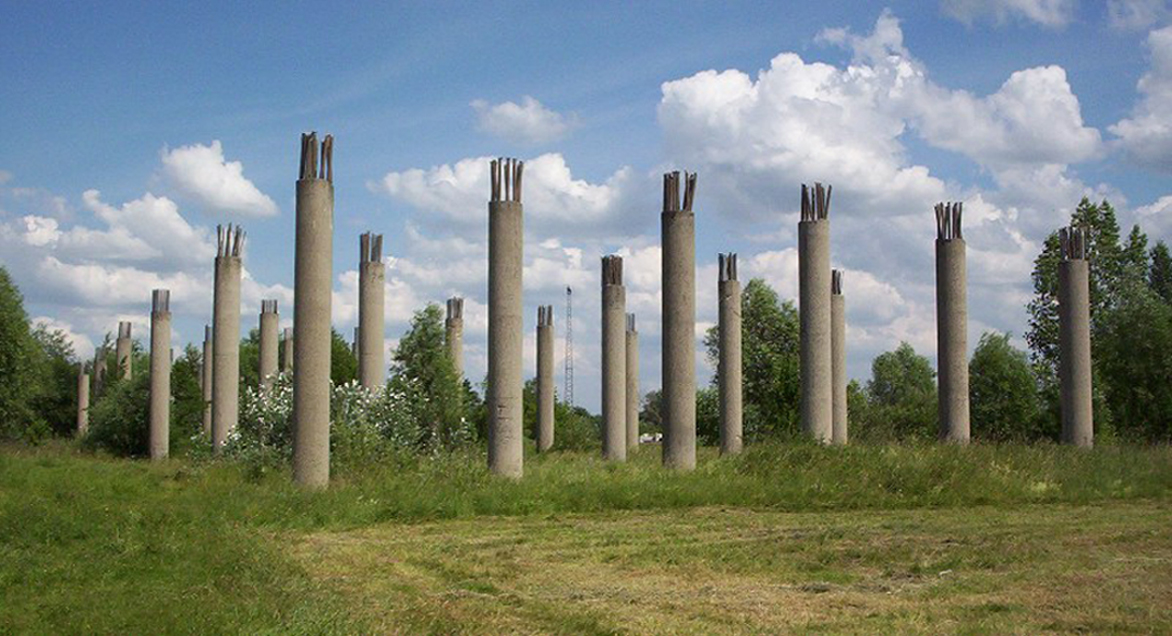
Podpory nieistniejącego wiaduktu Olimpijki nad planowaną północną odnogą CMK

Odcinek od zachodniej granicy państwa do węzła Poznań Krzesiny został zrealizowany w zasadzie po śladzie autostrady budowanej w czasie wojny przez Niemców. Jedyne korekty dotyczą okolic Jeziora Łagowskiego, gdzie na odcinku ok. 13 km droga została przesunięta o ok. 2 km na południe w celu ochrony walorów przyrodniczych jeziora; autostrada przeplata się w związku z tym z równoległą drogą 92, której przebieg wymagał drobnej korekty przy dojściu do wiaduktu autostradowego. Druga zmiana wystąpiła w sąsiedztwie wsi Żegowo i Jeziora Niepruszewskiego, gdzie na odcinku ok. 9 km autostrada została przesunięta o ok. 300 m w kierunku północnym.
Skrzyżowanie z linią kolejową do Wrocławia w Luboniu było projektowane w latach 30. w formie wiaduktu nad torami (jak większość skrzyżowań ówcześnie budowanych autostrad z koleją). Zostały wykonane fundamenty wiaduktu, które podczas realizacji w latach 2001–2003 zostały rozebrane, natomiast autostrada została poprowadzona w wykopie, a torowisko na wiadukcie.
W latach 80. podczas budowy Olimpijki wykonano filary do wiaduktu przyszłej autostrady nad przyszłym etapem budowy Centralnej Magistrali Kolejowej. Podczas budowy w latach 2010–2012 zburzono te filary. Następnie zbudowano w tym samym miejscu wiadukt, któremu nadano oznaczenie WA-287.